# Гигантско пекари
Гигантското пекари (Pecari maximus) е нов вид бозайник от семейство пекариеви (Tayassuidae) открит едва през 2004 г. в амазонската джунгла и е най-голямото съвременно пекари с дължина на тялото до 1,2 метра. За разлика от останалите пекари живее на двойки с едно-две малки.